# Ali Tcheelab
Ali Tcheelab of kortweg Tcheelab, geboren als Ali El Habchi is een Belgisch zanger.

## Levensloop en carrière
El Habchi begon zijn carrière onder de artiestennaam Tcheelab in 2001. Zijn eerste hit was Working Overtime. Hij nam later nog duetten op met Kaye Styles, Laura Ramaekers en Leki.

## Discografie
| Single met hitnotering(en) in de Vlaamse Ultratop 50 | Datum van verschijnen | Datum van binnenkomst | Hoogste positie | Aantal weken | Opmerkingen |
| ---------------------------------------------------- | --------------------- | --------------------- | --------------- | ------------ | ----------- |
| Working Overtime                                     | 2001                  | 26-05-2001            | 50              | 1            |             |
| Looking for Love                                     | 2001                  |                       | tip16           |              |             |
| To Be With You                                       | 2002                  |                       | tip4            |              |             |
| San Pedro                                            | 2004                  |                       | tip13           |              |             |
| Maria Bonita (met Kaye Styles)                       | 2005                  | 08-10-2005            | 36              | 6            |             |
| One Love (met Leki)                                  | 2006                  | 04-02-2006            | 21              | 7            |             |